# Pál Tomori
Pál Tomori, ogrski general in kaloški nadškof, vrhovni poveljnik ogrske vojske v bitki z osmanskim sultanom Sulejmanom I. pri Mohaču leta 1526, * 1475, † 29. avgust 1526, Mohač, Ogrsko kraljestvo.

## Življenjepis
Rojen je bil v družini iz nižjega plemstva in začel vojaško kariero kot vazal  Jánosa Bornemissza. Kasneje je bil kastelan v gradovih Fagaras in Munkács  in kapetan gradu Budim. Leta 1514 je sodeloval pri zatiranju kmečkega upora, ki ga je vodil György Dózsa.  
Sredi leta 1520 je razdelil svoje premoženje med sorodnike in vstopil v frančiškanski red. Leta 1521 se je začela vojna, v kateri je osmanska vojska  sultana Sulejmana Veličastnega osvojila Nándorfehérvár, sedanji Beograd, ki je bil najpomembnejša trdnjava na južni ogrski meji. Tomorija so večkrat prosili, naj zapusti samostan v Esztergomu in prevzame poveljstvo ogrske vojske, a je vse prošnje zavrnil.
Leta 1523 je na poseben papežev ukaz postal nadškof v Kalocsi in prevzel položaj vrhovnega poveljnika obrambe južne meje Ogrskega kraljestva. 
Malo pred bitko pri Mohaču leta 1526 je bil za vrhovnega poveljnika ogrske vojske izvoljen transilvanski vojvoda Ivan Zapolja (madžarsko: Zápolyai János), ki v bitki ni sodeloval, tako da je vojski poveljeval Pál Tomori. V bitki, v kateri so Ogri doživeli katastrofalen poraz, je Tomori padel. 

## Vira
- Magyar Nagylexikon, Magyar Nagylexikon Kiadó, Budimpešta 2003, ISBN 963-05-6611-7.
- Szakály Ferenc: A mohácsi csata,Akadémiai Kiadó, Budimpešta 1977, ISBN 963-05-1406-0.